# La Peau
La Peau (en italien La pelle) est un roman autobiographique de l'écrivain italien Curzio Malaparte paru en 1949. Il traite de l'Italie, et en particulier de la ville de Naples, pendant les combats de la Seconde Guerre mondiale et à l'occasion de l'éruption du Vésuve en 1944.

## Analyse
Dans le roman, dont la majeure partie se passe à Naples, Malaparte met en contraste l'innocence et l'ingénuité des soldats américains avec le désespoir et la corruption des Italiens vaincus ; surtout, il met en doute  les faciles interprétations moralistes du conflit.
Le livre puise beaucoup, comme le précédent Kaputt, dans l'expérience de guerre de l'auteur qui, de novembre 1943 à mars 1946, occupa les fonctions d'officier de liaison rattaché au Haut Commandement américain en Italie.

## Éditions italiennes
- 1949 - La pelle, de Curzio Malaparte, , Rome-Milan, Aria d'Italia, 1949.
- 1959 - La pelle, éditions Vallecchi (it) à Florence.
- 1978 - La pelle, introduction de Luigi Baldacci, Milan, Arnoldo Mondadori Editore.

## Éditions françaises
- 1949 - La peau de Curzio Malaparte, traduction de René Novella, Paris, Éditions Denoël.
- 1959 - La peau de Curzio Malaparte, Paris, coll. "Le Livre de Poche".
- 1973 - La peau de Curzio Malaparte, Paris, Gallimard, coll. "Folio" n° 502.

## Adaptations
La peau (La pelle) est un film de Liliana Cavani, sorti en 1981, avec Marcello Mastroianni, Burt Lancaster et Claudia Cardinale.